# Édouard-Charles Fabre
Pour les articles homonymes, voir Fabre.
Édouard-Charles Fabre (1827-1896) a été le troisième évêque du diocèse catholique de Montréal. Successeur d'Ignace Bourget, il est né à Montréal le 28 février 1827 et il meurt dans la même ville le 30 décembre 1896 à l'âge de 69 ans.

## Biographie

### Famille et éducation
Édouard-Charles Fabre naît à Montréal le 28 février 1827. Son père est Édouard-Raymond Fabre, libraire et homme politique patriote, et sa mère Luce Perrault, fille de Julien Perrault. Ses frères et sœurs sont Hector, journaliste, diplomate et sénateur, Hortense, qui épouse l'homme politique George-Étienne Cartier en 1846, Gustave-Raymond et Hectorine.
Après ses études de lettres à Saint-Hyacinthe, en 1843, il suit son père qui se rend à Paris pour affaires. Édouard-Charles reste chez sa tante Julie Fabre, épouse d'Hector Bossange, fils du libraire Martin Bossange. Son séjour à Paris ne le détourne pas de son intérêt pour la prêtrise et, en 1844, il commence ses études de philosophie au séminaire des sulpiciens d’Issy-les-Moulineaux. Il reçoit la tonsure des mains de Denys Affre le 7 mai 1845.
Ses études terminées, il visite Rome, où il a la chance d'être reçu en audience par le pape Pie IX. Il est de retour à Montréal en 1846 pour effectuer ses études de théologie, sous la direction de Ignace Bourget. Il est ordonné prêtre en la cathédrale Saint-Jacques de Montréal le 28 février 1850 à l'âge de 23 ans.

### Vicaire, curé, chanoine, coadjuteur
Vicaire deux ans à Sorel, il fut ensuite curé de l'église de Pointe-Claire encore deux ans.
En 1854, Ignace Bourget le rappelait près de lui à l'évêché, et, l'année suivante, il le créait chanoine titulaire de sa cathédrale. Dix-neuf ans plus tard, le 1er avril 1873, il était élu coadjuteur de Montréal, avec le titre d'évêque de Gratianopolis (de), et sacré dans l'Église du Gesù le 1er mai suivant par Elzéar-Alexandre Taschereau avec comme co-consécrateurs Pierre-Adolphe Pinsonnault et Louis-François Richer Laflèche.

### Évêque et archevêque de Montréal
Édouard-Charles Fabre devient le troisième évêque du diocèse de Montréal le 11 mai 1876, à la suite de la démission de Ignace Bourget. Il hérite d'un diocèse en difficulté financière, qui peine à répondre aux besoins du grand nombre de familles d'agriculteurs qui à cette époque d'industrialisation arrivent en ville pour se chercher du travail. En 1879, les dettes du diocèse de Montréal s’élèvent à 750 000 $. Plusieurs nouvelles paroisses sont établies sur le territoire diocésain: Saint-Louis-de-France en 1880, Saint-Charles en 1883, St Anthony of Padua en 1884, Saint-Léonard en 1885, Immaculée-Conception en 1887, Très-Saint-Nom-de-Jésus en 1888, Sainte-Élisabeth-du-Portugal en 1894 et Présentation-de-la-Sainte-Vierge à Dorval en 1895.
Bien que son épiscopat s'inscrive globalement dans la continuité avec la politique ultramontaine de son prédécesseur et mentor Ignace Bourget, il passera pour beaucoup plus pragmatique, arrivant à réaliser des compromis qui mettront notamment un terme au vieux conflit qui opposait son évêché à l'archevêché de Québec et réduiront les différends avec les sulpiciens de Montréal. Le 8 juin 1886, le pape Léon XIII le nomme archevêque de Montréal.

### Fin de vie
C'est lors d'un séjour à Rome, en 1896, qu’il apprend qu'il a un cancer du foie. Il meurt à Montréal le 30 décembre de la même année. Il est inhumé le 5 janvier 1897 en la cathédrale Saint-Jacques.

## Héritage et postérité
Selon Élie-J. Auclair, il sut s'entourer de jeunes collaborateurs talentueux, qui donnèrent à sa direction administrative «de l'équilibre et de l'éclat» avant de devenir eux-mêmes plus tard des évêques: Paul Bruchési, Joseph-Médard Emard, Joseph-Alfred Archambeault et Zotique Racicot.

## Succession apostolique
Édouard-Charles Fabre a ordonné les évêques suivants :
- Évêque Narcisse Zéphirin Lorrain (1882)
- Archevêque Cornelius O'Brien (1883)
- Évêque Augustin Joseph Louage (ru), C.S.C. (1891)
- Archevêque Joseph-Médard Émard (1892)
- Évêque Maxime Decelles (1893)
- Évêque Paul-Stanislas La Rocque (1893)
- Archevêque Louis Philip Adélard Langevin, O.M.I. (1895)